# Rodina Bláhova
Rodina Bláhova (dobově Příběhy rodiny Bláhovy) je československý komediální televizní seriál vzniklý v produkci Československé televize, která ho také v letech 1959–1960 vysílala. Jednalo se o vůbec první televizní seriál Československé televize. Celkem vzniklo deset dílů, z nichž byl do současnosti zachován pouze poslední, silvestrovský. Ostatní byly vysílány živě. Seriál natočili režiséři Jaroslav Dudek, Václav Lohniský a Stanislav Strnad podle scénáře autorské trojice Zdeňka Bláhy, Ilji Prachaře a Jaroslava Dietla. Seriál se zaměřuje na příběhy ze života rodiny Bláhovy.

## Příběh
Členové dvou generací rodiny Bláhovy, žijící v jednom bytě, zažívají v běžném životě různé humorné situace, někdy částečně komunálně kritické.

## Obsazení

### Hlavní role
- Ladislav Trojan jako Jarda Bláha, syn
- Ilja Prachař jako otec Bláha
- Stella Zázvorková jako matka Bláhová
- Jiřina Jirásková jako Marie Bláhová, dcera

### Vedlejší role
- Zdeněk Dítě jako Bradáč (6 dílů)
- Ivanka Devátá jako Duňa (4 díly)
- Nataša Gollová jako Bradáčová (3 díly)
- Miloš Hlavica jako Zdeněk (2 díly)
- Jaroslav Kepka jako František (2 díly)

## Produkce
Když v polovině 50. let 20. století začal v televizi pracovat Jaroslav Dietl, měl nápad na vytvoření „příběhů na pokračování“. K jejich realizaci ale tehdy nedošlo.
První československý seriál vznikl v literárně-dramatické redakci Československé televize pod vedením dramaturga Zdeňka Bláhy. Na pořadu pracovala celá tamní skupina, včetně Jany Dudkové a Jaroslava Dietla, na tvorbě se podílel i herec Ilja Prachař. Scénáře napsali Bláha (šest dílů), Prachař (dva díly) a Dietl (dva díly). Protože byl Bláha v kolektivu oblíbený, rozhodli se autoři pojmenovat ústřední rodinu seriálu po něm. Pořad tak obdržel název Příběhy rodiny Bláhovy, režiséry byli Jaroslav Dudek, Václav Lohniský a Stanislav Strnad.
Roli syna Jardy získal Ladislav Trojan poté, co se byl režisér Dudek podívat na jeho výkon v inscenaci v Realistickém divadle v Praze. Do dalších rolí byli obsazeni Ilja Prachař (otec), který se na seriálu podílel i scenáristicky, Stella Zázvorková (matka) a Jiřina Jirásková (dcera Marie). Podle Jiráskové nevnímali herci ani štáb první seriál jako nějakou výjimečnost, neboť všichni již byli zaměstnáni svými filmovými nebo divadelními aktivitami a televizní příběh na pokračování byl jen další z obdobných činností.
Protože byl seriál vysílán živě, probíhaly před premiérami jednotlivých dílů dlouhé zkoušky. Herci nejprve tři týdny zkoušeli chystaný díl ve Stavovském divadle v Praze, následně absolvovali další třídenní zkoušky již v kulisách ve studiu Československé televize v pražské Měšťanské besedě. Teprve byl díl živě odvysílán. Osmá epizoda byla částečně předtočena u Černého moře v Rumunsku. Cestu štábu sponzoroval Čedok, který byl postavami v seriálu zmíněn, takže se jednalo o první československý product placement v televizním seriálu. Závěrečný, desátý díl, byl předtočen na záznam celý, neboť byl určen pro silvestrovské vysílání. Právě tento jediný díl režíroval Strnad, ostatní natočil Dudek.

## Vysílání
První díl seriálu Příběhy rodiny Bláhovy měl premiéru ve 21.15 hod dne 9. prosince 1959 v Československé televizi. Stejně jako ostatní epizody, vyjma závěrečné, byl vysílán živě. Seriál se na obrazovkách ČST objevoval nepravidelně, přibližně v jednoměsíčním intervalu. Nejčastěji byl uváděn ve středu (čtyřikrát), vysílán byl také ve čtvrtek (třikrát) a v neděli (dvakrát). Závěrečný díl byl uveden na silvestrovskou sobotu. Délka dílů se pohybovala od 30 do 50 minut, nejčastěji byla 45 minut (pětkrát). Pořad obvykle začínal kolem osmé hodiny večerní.
Seriál byl zakončen desátým, silvestrovským dílem, který byl součástí silvestrovského komponovaného večera 31. prosince 1960.
Protože byl seriál vysílán převážně živě, dochoval se do dnešní doby pouze poslední díl, který byl coby silvestrovský předtočen a vysílán ze záznamu. Zůstal v archivu televize, kde jej počátkem 21. století objevila dramaturgyně Jana Dudková. Dne 6. září 2006 jej Česká televize odvysílala na stanici ČT2. V televizním archivu se nachází také několik záběrů z osmého dílu, natáčeného v Rumunsku.

### Seznam dílů
| Č. v seriálu | Název                                                                                          | Režie                             | Scénář         | Datum premiéry     | Stav              |
| ------------ | ---------------------------------------------------------------------------------------------- | --------------------------------- | -------------- | ------------------ | ----------------- |
| 1            | V novém bytě                                                                                   | Jaroslav Dudek                    |                | 9. prosince 1959   | nedochován        |
| 2            | Ta mládež…                                                                                     | Jaroslav Dudek a Václav Lohniský  |                | 10. ledna 1960     | nedochován        |
| 3            | Jak s malými dětmi?                                                                            | Jaroslav Dudek                    |                | 11. února 1960     | nedochován        |
| 4            | Babička tomu věří                                                                              | Jaroslav Dudek                    |                | 16. března 1960    | nedochován        |
| 5            | Jen dva dny                                                                                    | Jaroslav Dudek                    |                | 19. května 1960    | nedochován        |
| 6            | Kdo s koho                                                                                     | Jaroslav Dudek                    |                | 12. června 1960    | nedochován        |
| 7            | Jak je známe                                                                                   | Jaroslav Dudek                    |                | 29. června 1960    | nedochován        |
| 8            | Podobnost čistě náhodná                                                                        | Jaroslav Dudek                    |                | 14. září 1960      | dochován fragment |
| 9            | Krize osobnosti                                                                                | Jaroslav Dudek a Stanislav Strnad |                | 10. listopadu 1960 | nedochován        |
| 10           | Putování za panem Peškem (původní název) Putování za Peškem (název v novějších titulcích dílu) | Stanislav Strnad                  | Jaroslav Dietl | 31. prosince 1960  | dochován          |

## Přijetí
Jednalo se o vůbec první televizní seriál Československé televize, a jako takový sklidil mezi tehdejšími diváky i kritiky úspěch. Díky pozitivnímu ohlasu na první díly mohly vzniknout následující epizody. M. Fiala v deníku Rudé právo po premiéře prvního dílu uvedl, že každoměsíční příběhy na pokračování s postavami obyčejných lidí jsou dobrý nápad, který umožňuje prožívat divákům běžné starosti s postavami seriálu, a zároveň umožňuje autorům živě se vyjadřovat k novým otázkám, které se objevují. Podle něj sice úvodní epizoda nebyla zcela vybalancovaná a ukazovala jednak příliš přímočaré a všeobecné charakteristiky členů rodiny, jednak kromě běžných životních situací i události příliš přitažené za vlasy. Autoři podle něj potřebovali nabrat zkušenosti, ale na první pokus se dle jeho mínění jednalo o obstojné dílo. Pochválil také režii Jaroslava Dudka a uvedl, že u herců je předpoklad pro úspěch. Březnová recenze v Rudém právu ocenila třetí díl jako dosud nejvtipnější a jako „jeden z nejsvěžejších televizních programů poslední doby“. Recenzent opět zmínil dobrou režii, líbily se mu i herecké výkony, včetně hostující Anny Melíškové v roli babičky, a využití „filmových vtipů“ (zrychlený pohyb při vykládání dárků z auta).
Po uvedení sedmého dílu Fiala napsal, že „herci získali ve svých postavách jistotu“ a že stejně tak i scenáristům a režisérovi se podařilo nalézt vhodný styl. Líbilo se mu také zobrazení dobrých vlastností mládeže v dobách právě konané spartakiády. Předposlední listopadový díl podle Fialy nastavil zrcadlo těm občanům, kteří touží pouze po uspokojování hmotných potřeb (nové šaty, auto) a nevidí celou perspektivu celé socialistické společnosti. Ocenil pomalejší expozici i klidnější a přemýšlivější humor vhodný k nastolenému tématu, stejně jako pochválil společný úspěch scenáristy, režiséra i sehraného hereckého kolektivu. Závěrečný silvestrovský díl podle Rudého práva zaujal spíše zvoleným tématem důvěry k lidem než mírou humornosti. Podle D. Havlíčka, který v létě 1962 uvedl v Rudém právu srovnání Příběhů rodiny Bláhovy s právě vysílaným seriálem Tři chlapi v chalupě, zůstali Bláhovi po několika dílech v určitém navyklém stereotypu beze snahy o inovaci příběhů či postav, což se podle něj tehdy stalo i Třem chlapům.